# Pedro Suárez
Pedro Bonifacio Suárez Pérez, bekannt als Arico Suárez, (* 5. Juni 1908 in Las Palmas; † 18. April 1979 in Buenos Aires) war ein spanisch-argentinischer Fußballspieler, der mit der Nationalmannschaft von Argentinien an der Fußball-Weltmeisterschaft 1930 in Uruguay teilnahm.

## Karriere
Suárez wurde in Las Palmas auf Gran Canaria geboren, emigrierte jedoch in jungen Jahren mit seinen Eltern nach Argentinien.
Seine Karriere begann er beim argentinischen Club Ferro Carril Oeste. Der heutzutage zweitklassige Verein aus Buenos Aires zählte in den 20ern zu den Topvereinen des Landes. Dort weckte Suárez die Aufmerksamkeit der Boca Juniors. Mit der Mannschaft aus dem Armenviertel La Boca, bei der später noch argentinische Größen wie Diego Maradona, Gabriel Batistuta und Juan Sebastián Verón aktiv waren, gewann Suárez fünf Mal die argentinische Meisterschaft. Erstmals wurde Suárez mit der Mannschaft 1930 vor Estudiantes de La Plata in der Tabelle Erster. Ein Jahr später konnte der Club seinen Titel verteidigen, diesmal wurde man Erster vor CA San Lorenzo. In der darauffolgenden Saison verlor man den Titel an Lokalrivale River Plate, die Boca Juniors wurden nur Vierter. Als Vizemeister der Vorsaison sicherte man sich 1934 wieder den Titel vor CA Independiente. Im Jahr darauf konnte man den argentinischen Titel verteidigen, erneut vor Independiente. Eine fünfte Meisterschaft mit Boca Juniors holte Pedro Suárez 1940.
Mit der argentinischen Fußballnationalmannschaft nahm Suárez an der ersten Weltmeisterschaft der Geschichte, 1930, teil. In Uruguay erreichten die Argentinier das Finale, scheiterten dort jedoch gegen den Gastgeber mit 2:4. Bei der Weltmeisterschaft absolvierte Suárez sein erstes von insgesamt 12 Länderspielen, in denen er ein Tor erzielte. Er wurde auch im Finale von Centenario eingesetzt, fiel jedoch nicht besonders auf. Sein letztes Länderspiel machte er 1940. Zwei Jahre später beendete er seine Karriere.